# Plimbarea (roman)
Plimbarea (în maghiară A séta) este un roman din 1995 de Attila Bartis. În limba română a apărut la Editura Polirom în 2008.